# Ted Andersson
Ted Andersson, född 20 december 1972 i Fagersta, är en svensk bandyspelare i Västerås SK och svenska landslaget. Han är brandman och har tröja nr 3 i Västerås SK. Ted Andersson kommer från Fagersta.